# Nieuwe Rotterdamsche Courant
Nieuwe Rotterdamsche Courant è stato un quotidiano di tendenza liberale olandese di Rotterdam pubblicato tra il 1844 e il 1970.

## Storia e profilo

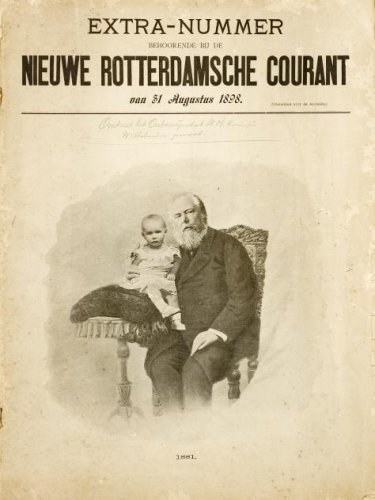
Supplemento 1898, con la principessa Guglielmina e suo padre.

Nieuwe Rotterdamsche Courant è stato fondato nel 1844 da Henricus Nijgh.
Il giornale si fonde nel 1970 con il quotidiano liberale Algemeen Handelsblad con sede ad Amsterdam per formare la NRC Handelsblad.

## Dipendenti noti

### Redattori capo
- G.G. van der Hoeven (1910-1936)
- Pieter Christiaan Swart (1936-1939)
- Maarten Rooij (1939-1940)
- Johan Huijts (1940-1945)
- Maarten Rooij (1945-1958)
- Alexander Stempels (1958-1970)
- Jérôme Heldring (1968-1970)

### Redattori e editorialisti
- Joris van den Bergh
- Marcus van Blankenstein
- Johannes Jacobus van Bolhuis
- Emmanuel de Bom
- Marie Joseph Brusse
- Pieter Nicolaas van Eyck
- Anton Koolhaas
- Willem Landré
- Hendrik Marsman
- Carel van Nievelt
- Martinus Nijhoff
- Leonard Jan Plemp van Duiveland
- Hein Roethof
- Alexander Voormolen
- Adriaan van der Veen
- Victor E. van Vriesland
- Jan Paul van der Wijk
- Karel van de Woestijne